# Éloi (prénom)
Pour les articles homonymes, voir Éloi.
Éloi, aussi écrit Éloy, (/e.lwa/) est un prénom masculin français, provenant du latin Eligius, signifiant « élu ». Il est fêté le 1er décembre.

## Personnalités
- Saint Éloi, évêque de Noyon et saint catholique.
- Éloi Charlemagne Taupin, un général français.
- Éloi de Grandmont, écrivain et metteur en scène québécois.
- Éloi Johanneau, philologue, antiquaire et hommes de lettres français.
- Éloi Labarre, architecte français.
- Éloi Laurent Despeaux, militaire français.
- Éloi Meulenberg, coureur cycliste belge.
- Éloi Tassin, coureur cycliste français.

## Variantes
On rencontre la variante Éloy et la forme féminine Ligia.

### Variantes linguistiques
- allemand : Eligius, Euligius
- anglais : Eligius, Loye
- espagnol : Eligio, Eloy
- italien : Eligio
- latin : Eligius
- poitevin : Eloe